# Igis
Igis (toponimo tedesco; in romancio Eigias , in italiano Egino, desueto) è una frazione di 3 487 abitanti del comune svizzero di Landquart, nella regione Landquart (Canton Grigioni).

## Storia
Fino al 31 dicembre 2011 è stato un comune autonomo che si estendeva per 10,88 km² e che comprendeva anche le frazioni di Landquart, Landquart-Fabriken e, dal 1913, di Oberzollbruck, Russhof e Untere Mühle, fino ad allora appartenute a Zizers. Il 1º gennaio 2012 è stato accorpato all'altro comune soppresso di Mastrils per formare il nuovo comune di Landquart.

## Monumenti e luoghi d'interesse

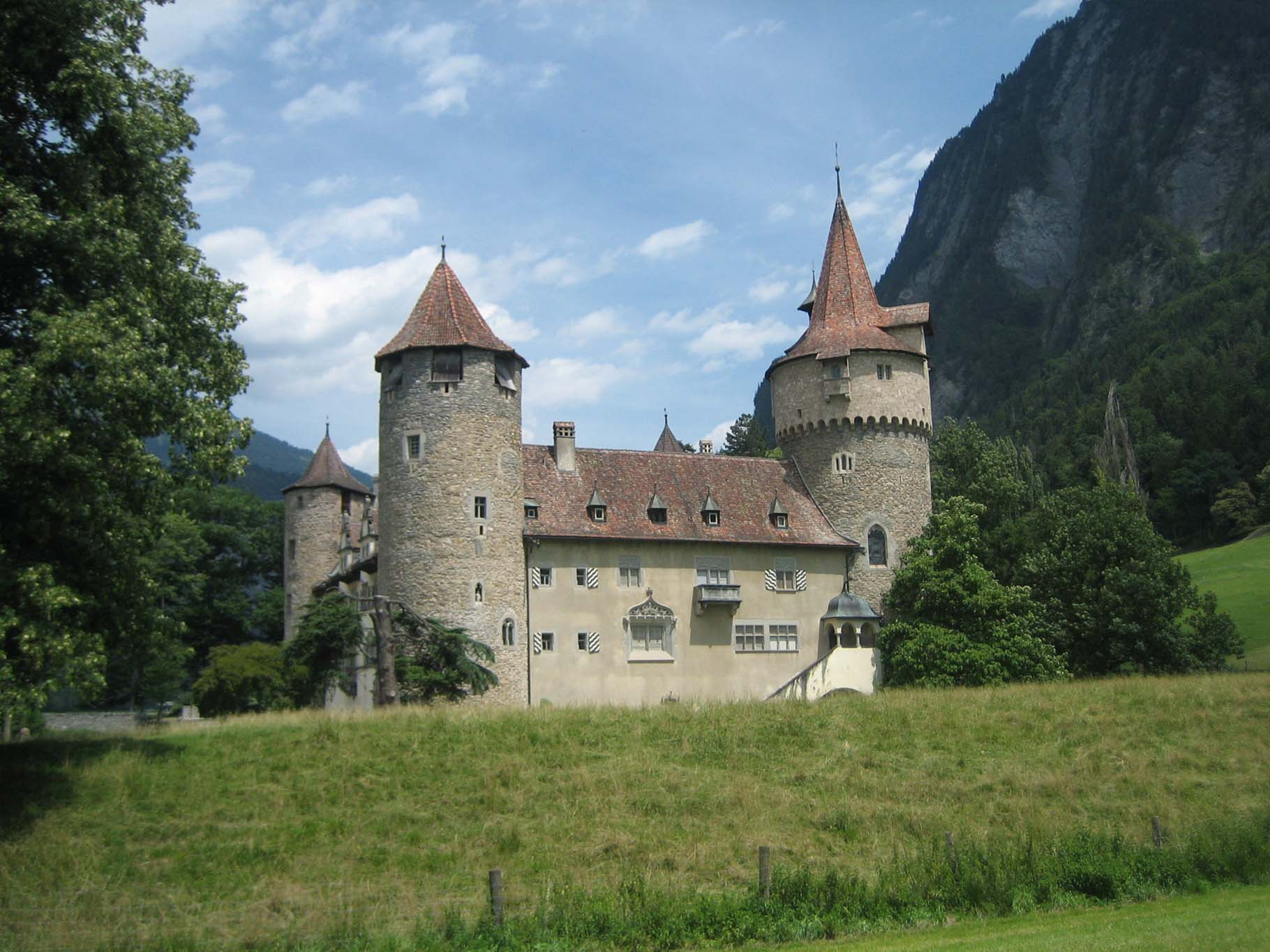
Il castello di Marschlins

- Chiesa riformata (già chiesa cattolica di San Tommaso), attestata dal 998[1];
- Castello di Marschlins, eretto nel XIII secolo e ricostruito nel 1905[1][4];
- Rovine della rocca di Falkenstein;
- Ponte di Tanis[senza fonte].

## Società

### Evoluzione demografica
L'evoluzione demografica è riportata nella seguente tabella (con Landquart):
Abitanti censiti

### Lingue e dialetti
Già borgo di lingua romancia, fu germanizzato a partire dal XV secolo da immigrati walser.

## Infrastrutture e trasporti

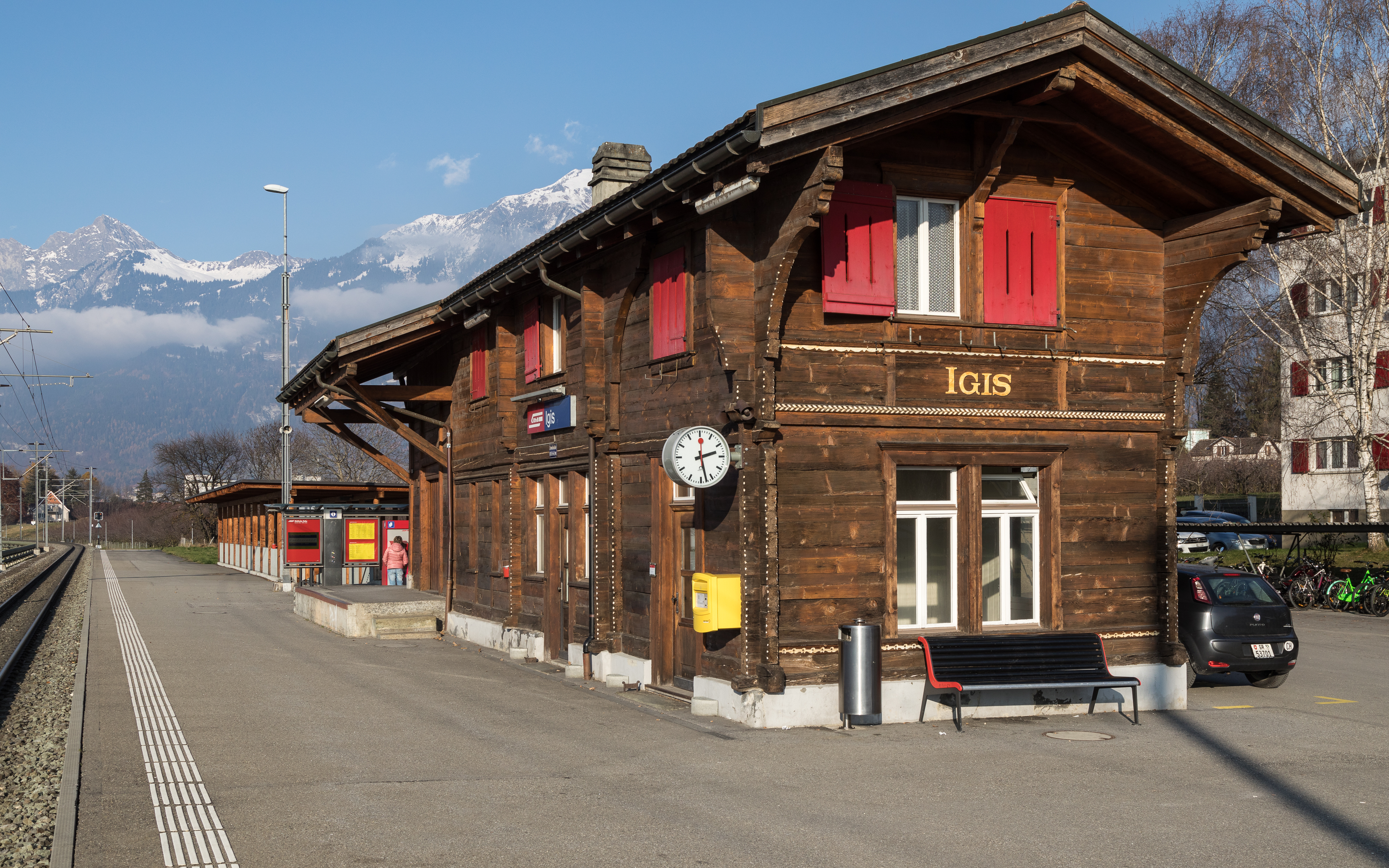
La stazione di Igis

È servito dalla stazione ferroviaria omonima della Ferrovia Retica, sulla linea Landquart-Coira-Thusis.